# Ligyra erebus
Ligyra erebus är en tvåvingeart som först beskrevs av Walker 1849.  Ligyra erebus ingår i släktet Ligyra och familjen svävflugor. Inga underarter finns listade i Catalogue of Life.